# Швейцария на «Евровидении-2000»
Швейцария принимала участие в телевизионном конкурсе Евровидение-2000, который состоялся 13 мая в Глобен-арене Стокгольма, Швеция. Страна вернулась на Евровидение после вынужденного годового перерыва, связанного с низким средним баллом за предыдущие пять конкурсов и плохим результатом в 1998 году, когда певица Гунвор заняла последнее место с песней Lass ihn. Швейцарию в Стокгольме представляла певица и фотомодель Джейн Богарт с композицией La vita cos'è? ("Что это - жизнь?"). По итогам голосования она заняла 20-е место из 24, набрав 14 очков. Данный результат привёл Швейцарию к вылету из конкурса Евровидение-2001 и понижению её до "пассивного участника". Поэтому, La vita cos'è? стала предшественницей швейцарской заявки на конкурсе 2002 года Dans le jardin de mon âme Франсин Жорди. Конкурс был показан тремя региональными телеканалами Швейцарии: SRF zwei с комментариями Сандры Студер на немецком языке; TSR 1 с комментариями Жана-Марка Ришара на французском и TSI 1 с комментариями Джонатана Тедеско на итальянском. Глашатаем, объявлявшим очки швейцарских телезрителей, была Астрид фон Стокар.

## Предыстория
К моменту конкурса 2000 года Швейцария участвовала сорок два раза на Евровидении с момента своего дебюта как одна из первых семи стран на конкурсе 1956 года. Страна выигрывала конкурс дважды: в том же 1956 году с песней Refrain в исполнении Лиз Ассиа и в 1988 году с песней Ne partez pas sans moi в исполнении канадской певицы Селин Дион. Швейцария также пропускала участие в конкурсе дважды: в 1995 и 1999 годах из-за плохих результатов за предыдущие участия. Заявка 1998 года Lass ihn в исполнении певицы Гунвор оказалась на последнем месте, не набрав ни одного очка.
Швейцарский национальный вещатель SRG SSR idée suisse отвечает за организацию отбора и выбор заявки Швейцарии на Евровидение. В конце 1999 года SRG SSR idée suisse объявили, что заявка для Стокгольма будет выбрана посредством национального финала, как это уже было осуществлено для предыдущего участия страны в 1998 году.

## До «Евровидения»

### Concours Eurovision 2000
Concours Eurovision 2000 состоялся 29 января 2000 года в казино Лугано. Ведущим был Маттео Пелли. Шесть песен было представлено, а победитель был определён путём комбинации голосов жюри и трёх телевизионных регионов, образованных по языковому признаку в пропорции 50:50. Среди членов экспертного жюри была представительница Швейцарии на Евровидение-1987 Кэрол Рич. Конкурсные работы были представлены на французском, английском, итальянском языках, а также на швейцарском варианте немецкого языка.
| Порядок выступления | Исполнитель         | Название песни            | Автор(ы)                              | Жюри | DRS | TSR | TSI | Всего | Место |
| ------------------- | ------------------- | ------------------------- | ------------------------------------- | ---- | --- | --- | --- | ----- | ----- |
| 1                   | Джейн Богарт        | La vita cos'è?            | Томас Марин, Бриджит Шёб, Берни Стауб | 20   | 4   | 3   | 8   | 35    | 1     |
| 2                   | Нубия и Аль Вальсер | Just 4 You                | Аль Вальсер                           | 16   | 6   | 2   | 6   | 30    | 2     |
| 3                   | Autseid             | Glückstränä               | Бриджит Шёб, Берни Стауб              | 5    | 8   | 1   | 2   | 16    | 5     |
| 4                   | Шарлотта Махони     | Generation                | Бенуа Кауфманн                        | 12   | 2   | 6   | 3   | 23    | 4     |
| 5                   | Элизабет Уайт       | Thank You for the Flowers | Элизабет Уайт                         | 14   | 3   | 4   | 4   | 25    | 3     |
| 6                   | Лоран               | Vous                      | Бернар Жакир                          | 5    | 1   | 8   | 1   | 15    | 6     |

## На «Евровидении»
Согласно правилам конкурса Евровидение-2000 к участию допускаются страна-победительница прошлого выпуска, члены клуба "большой четвёрки" (Великобритания, Германия, Испания и Франция), 13 стран, имеющих высокий средний балл по итогам прошлых пяти конкурсов и те страны, которые не участвовали в предыдущем выпуске, но транслировали его. Поскольку Швейцария не принимала участие в Евровидение-1999, но транслировала его, то она была допущена к участию в 2000 году. 21 ноября 1999 года была проведена жеребьёвка, согласно которой Джейн Богарт выступала под номером 16, между Германией и Хорватией. Среди бэк-вокалистов Джейн был итальянский певец Аль Бано, представлявший Италию в 1976 и 1985 годах с Роминой Пауэр. По итогам голосования Джейн заняла 20-е место из 24, набрав 14 очков, в том числе 5 очков от России. Данный результат привёл Швейцарию к вылету из конкурса Евровидение-2001 и понижению её до "пассивного участника". Страна вернулась в 2002 году. Швейцарские телезрители присудили 12 очков Германии, а России - 2 очка.

### Голосование
| Очки      | Страна       |
| --------- | ------------ |
| 12 баллов |              |
| 10 баллов |              |
| 8 баллов  |              |
| 7 баллов  |              |
| 6 баллов  | - Нидерланды |
| 5 баллов  | - Россия     |
| 4 балла   |              |
| 3 балла   |              |
| 2 балла   | - Латвия     |
| 1 балл    | - Австрия    |

| Очки      | Страна   |
| --------- | -------- |
| 12 баллов | Германия |
| 10 баллов | Дания    |
| 8 баллов  | Ирландия |
| 7 баллов  | Латвия   |
| 6 баллов  | Хорватия |
| 5 баллов  | Турция   |
| 4 балла   | Австрия  |
| 3 балла   | Швеция   |
| 2 балла   | Россия   |
| 1 балл    | Испания  |